# Holoneurus setiger
Holoneurus setiger är en tvåvingeart som beskrevs av Jean-Jacques Kieffer 1896. Holoneurus setiger ingår i släktet Holoneurus och familjen gallmyggor.
Artens utbredningsområde är Frankrike. Inga underarter finns listade i Catalogue of Life.